# Pawłowice Gorzowskie
Pawłowice Gorzowskie est une localité polonaise de la gmina de Gorzów Śląski, située dans le powiat d’Olesno en voïvodie d'Opole.

## Histoire
De 1742 à 1945, Paulsdorf fait partie de l'arrondissement de Rosenberg-en-Haute-Silésie dans le district d'Oppeln au sein de la province de Silésie.